# Sakar, Mali Zvornik
Sakar (izvirno srbsko Сакар) je naselje v Srbiji, ki upravno spada pod Občino Mali Zvornik; slednja pa je del Mačvanskega upravnega okraja.

## Demografija
V naselju živi 386 polnoletnih prebivalcev, pri čemer je njihova povprečna starost 36,7 let (35,0 pri moških in 38,6 pri ženskah). Naselje ima 163 gospodinjstev, pri čemer je povprečno število članov na gospodinjstvo 3,09.
Prebivalstvo je večinoma nehomogeno.
|  |

| Demografija | Demografija     | Demografija     |
| Leto        | Št. prebivalcev | Št. prebivalcev |
| ----------- | --------------- | --------------- |
|             |                 |                 |
|             |                 |                 |
|             |                 |                 |
|             |                 |                 |
| 1948        | 451             |                 |
| 1953        | 423             |                 |
| 1961        | 499             |                 |
| 1971        | 508             |                 |
| 1981        | 587             |                 |
| 1991        | 633             | 629             |
| 2002        | 556             | 504             |
|             |                 |                 |

| Etnična sestava po popisu iz leta 2002 | Etnična sestava po popisu iz leta 2002 | Etnična sestava po popisu iz leta 2002 | Etnična sestava po popisu iz leta 2002 | Etnična sestava po popisu iz leta 2002 |
| -------------------------------------- | -------------------------------------- | -------------------------------------- | -------------------------------------- | -------------------------------------- |
| Srbi                                   | Srbi                                   |                                        | 320                                    | 63,49%                                 |
| Muslimani                              | Muslimani                              |                                        | 120                                    | 23,80%                                 |
| Bošnjaki                               | Bošnjaki                               |                                        | 56                                     | 11,11%                                 |
| Jugoslovani                            | Jugoslovani                            |                                        | 4                                      | 0,79%                                  |
| Neznano                                | Neznano                                |                                        | 3                                      | 0,59%                                  |